# بی‌ای‌پی‌تی‌ای
بی‌ای‌پی‌تی‌ای (نام اصلی: ۱،۲-بیس‌آمینوفنول‌اتان-ان، ان، ان'، ان'-تترااستیک اسید) (به انگلیسی: BAPTA) با فرمول شیمیایی C22H24N2O10 یک ترکیب شیمیایی با شناسه پاب‌کم ۶۰۶۱ است؛ که جرم مولی آن ۴۷۶٫۴۳۳ گرم بر مول می‌باشد.